# Transpetro
A Petrobras Transporte S.A, mais conhecida como Transpetro, é uma empresa brasileira de transporte e logística de combustíveis que atua nas operações de importação e exportação de petróleo e derivados, gás e etanol.

## Histórico
A Transpetro foi criada por meio da lei 9.478/1997, tendo sido constituída em 12 de junho de 1998.
A partir de 2000, passou a operar os dutos e terminais da Petrobras.
Em 2009, foi inaugurado o Oleoduto São Paulo-Brasília, o maior poliduto do Brasil e o gasoduto Urucu-Coari entrou em operação.
Em 2019, a Transpetro venceu a licitação do Terminal Aquaviário de Belém do Pará, por 20 anos.
Em 2022, foi criada a Transbel, uma subsidiaria da Transpetro, que ficou responsável pela operação do Terminal Aquaviário de Belém. A Transpetro venceu o leilão relativo à área BEL09, com prazo de operação de 20 anos.

## Operações
A companhia tem atuação nacional, com instalações em 17 estados do Brasil.
- 7.768 km de oleodutos
- 625 km de gasodutos
- 21 terminais terrestres
- 27 terminais aquaviários
- 3 terminais de regaseificação de Gás Natural Liquefeito
- 36 navios na frota

Atua nas áreas de: dutos e terminais e transporte marítimo.

## Operação Lava Jato
A Transpetro reconheceu em 2015 um rombo de R$ 256,6 milhões no caixa da companhia por conta dos desvios descobertos pela Operação Lava Jato dos contratos assinados entre 2004 e 2012 com as empreiteiras investigadas e a participação de políticos como Romero Jucá e Sérgio Machado.